# Клин, Кристиан
Кристиа́н Клин (нем. Christian Klien; 7 февраля 1983, Хоэнемс, Австрия) — австрийский автогонщик, пилот Формулы-1 в составе команд Jaguar (2004), Red Bull (2005-2006) и Hispania Racing F1 Team (2010). В 2007 году был тест-пилотом команды Honda, в 2008—2009 годах — BMW Sauber.

## Результаты выступлений

### Гоночная карьера
| Сезон | Серия                            | Команда                    | Гонки      | Поулы      | Победы     | Очки       | Место      |
| ----- | -------------------------------- | -------------------------- | ---------- | ---------- | ---------- | ---------- | ---------- |
| 1999  | Формула-БМВ Юниор                | ADAC Sport München         | 20         | 1          | 3          | 193        | 4          |
| 2000  | Формула-БМВ ADAC                 | Team Rosberg               | 19         | 0          | 0          | 57         | 10         |
| 2001  | Формула-БМВ ADAC                 | Team Rosberg               | 19         | 3          | 5          | 232        | 3          |
| 2002  | Формула-Рено 2000 Еврокубок      | JD Motorsport              | 8          | 0          | 0          | 92         | 6          |
| 2002  | Формула-Рено 2000 Германия       | JD Motorsport              | 14         | 2          | 4          | 278        | 1          |
| 2003  | Евросерия Формулы-3              | Mücke Motorsport           | 20         | 6          | 3          | 89         | 2          |
| 2003  | Формула-3 Мастерс                | Mücke Motorsport           | 1          | 0          | 1          | Н/Д        | 1          |
| 2004  | Формула-1                        | Jaguar-Cosworth            | 18         | 0          | 0          | 3          | 16         |
| 2005  | Формула-1                        | Red Bull-Cosworth          | 15         | 0          | 0          | 9          | 15         |
| 2006  | Формула-1                        | Red Bull-Ferrari           | 15         | 0          | 0          | 2          | 18         |
| 2007  | Формула-1                        | Honda                      | Тест-пилот | Тест-пилот | Тест-пилот | Тест-пилот | Тест-пилот |
| 2008  | Формула-1                        | BMW Sauber                 | Тест-пилот | Тест-пилот | Тест-пилот | Тест-пилот | Тест-пилот |
| 2009  | Формула-1                        | BMW Sauber                 | Тест-пилот | Тест-пилот | Тест-пилот | Тест-пилот | Тест-пилот |
| 2010  | Формула-1                        | HRT-Cosworth               | 3          | 0          | 0          | 0          | 27         |
| 2011  | Серия Ле-Ман                     | Aston Martin Racing (LMP1) | 1          | 0          | 0          | 0          | НК         |
| 2011  | 24 часа Ле-Мана                  | Aston Martin Racing (LMP1) | 1          | 0          | 0          | Н/Д        | НК         |
| 2012  | V8 Supercars                     | Walkinshaw Racing          | 3          | 0          | 0          | 168        | 51         |
| 2012  | SuperStars Series                | Swiss Team                 | 2          | 0          | 1          | 32         | 17         |
| 2013  | SuperStars Series                | Scuderia Giudici           | 2          | 0          | 0          | 8          | 24         |
| 2013  | Auto GP                          | Zele Racing                | 2          | 0          | 0          | 6          | 18         |
| 2013  | ADAC Procar Series               | Liqui Moly Team Engstler   | 2          | 1          | 1          | 10         | 6          |
| 2013  | Европейская серия Ле-Ман         | Morand Racing (LMP2)       | 2          | 0          | 0          | 28         | 11         |
| 2014  | Европейская серия Ле-Ман         | Morand Racing (LMP2)       | 5          | 0          | 1          | 68         | 3          |
| 2015  | FIA WEC                          | Team ByKolles              | 2          | 0          | 0          | 0          | 34         |
| 2015  | Super GT                         | Lexus Team SARD            | 1          | 0          | 0          | 0          | НК         |
| 2015  | Renault Sport Trophy Elite Class | Zele Racing                | 3          | 0          | 0          | 0          | НК†        |
| 2015  | Renault Sport Endurance Trophy   | Zele Racing                | 2          | 0          | 0          | 0          | НК†        |

† — поскольку Клин был гостевым пилотом, он не мог набирать очки.

### Результаты выступлений в Формуле-1
| Легенда к таблице |                                                                    |
| --- | ------------------------------------------------------------------ |
| В таблице перечислены результаты всех Гран-при Формулы-1, в которых принимал участие гонщик. Строками таблицы являются сезоны, столбцами — этапы чемпионата мира. В каждой клетке указаны сокращённое название этапа и результат, дополнительно обозначенный цветом. Расшифровка обозначений и цветов представлена в нижеследующей таблице. |                                                                    |
| \| Пример \| Описание \| \| ------------ \| ------------------------------------------------------------------ \| \| 1 \| Победитель \| \| 2 \| Второе место \| \| 3 \| Третье место \| \| 5 \| Финишировал, заработав очки \| \| Сход \| Не финишировал, но при этом заработал очки \| \| 12 \| Финишировал, не получив очков \| \| НКЛ \| Финишировал, но не попал в финальную классификацию \| \| 15 \| Участвовал вне зачёта, либо по отдельной классификации \| \| 18 \| Не финишировал, но попал в финальную классификацию \| \| Сход \| Не финишировал \| \| НКВ \| Не прошёл квалификацию \| \| НПКВ \| Не прошёл предквалификацию \| \| ДСК \| Дисквалифицирован \| \| ИСК \| Исключён из протокола соревнований \| \| ТТ \| Заявлен для участия только в тренировках \| \| НС \| Участвовал в квалификации, но не стартовал в гонке \| \| Т \| Травмирован или болен \| \| ОТК \| Отказ от участия \| \| НТР \| Прибыл на соревнования, но на трассу не выезжал \| \| НПР \| Был заявлен в числе участников, но не прибыл к началу соревнований \| \| О \| Соревнования отменены \| \| \| Не участвовал \| \| Поул-позиция \| \| \| Быстрый круг \| \| |                                                                    |
| Пример | Описание                                                           |
| 1 | Победитель                                                         |
| 2 | Второе место                                                       |
| 3 | Третье место                                                       |
| 5 | Финишировал, заработав очки                                        |
| Сход | Не финишировал, но при этом заработал очки                         |
| 12 | Финишировал, не получив очков                                      |
| НКЛ | Финишировал, но не попал в финальную классификацию                 |
| 15 | Участвовал вне зачёта, либо по отдельной классификации             |
| 18 | Не финишировал, но попал в финальную классификацию                 |
| Сход | Не финишировал                                                     |
| НКВ | Не прошёл квалификацию                                             |
| НПКВ | Не прошёл предквалификацию                                         |
| ДСК | Дисквалифицирован                                                  |
| ИСК | Исключён из протокола соревнований                                 |
| ТТ | Заявлен для участия только в тренировках                           |
| НС | Участвовал в квалификации, но не стартовал в гонке                 |
| Т | Травмирован или болен                                              |
| ОТК | Отказ от участия                                                   |
| НТР | Прибыл на соревнования, но на трассу не выезжал                    |
| НПР | Был заявлен в числе участников, но не прибыл к началу соревнований |
| О | Соревнования отменены                                              |
| | Не участвовал                                                      |
| Поул-позиция |                                                                    |
| Быстрый круг |                                                                    |

| Сезон | Команда                 | Шасси        | Двигатель               | Ш | 1      | 2        | 3        | 4        | 5        | 6        | 7        | 8      | 9        | 10       | 11     | 12     | 13       | 14     | 15       | 16       | 17     | 18     | 19     | Место | Очки |
| ----- | ----------------------- | ------------ | ----------------------- | - | ------ | -------- | -------- | -------- | -------- | -------- | -------- | ------ | -------- | -------- | ------ | ------ | -------- | ------ | -------- | -------- | ------ | ------ | ------ | ----- | ---- |
| 2004  | Jaguar Racing           | Jaguar R5    | Cosworth CR-6 3.0 V10   | M | АВС 11 | МАЛ 10   | БАХ 14   | САН 14   | ИСП Сход | МОН Сход | ЕВР 12   | КАН 9  | США Сход | ФРА 11   | ВЕЛ 14 | ГЕР 10 | ВЕН 13   | БЕЛ 6  | ИТА 13   |          | ЯПО 12 | БРА 14 |        | 16    | 3    |
| 2004  | Jaguar Racing           | Jaguar R5B   | Cosworth CR-6 3.0 V10   | M |        |          |          |          |          |          |          |        |          |          |        |        |          |        |          | КИТ Сход |        |        |        | 16    | 3    |
| 2005  | Red Bull Racing         | Red Bull RB1 | Cosworth TJ2005 3.0 V10 | M | АВС 7  | МАЛ 8    | БАХ НС   | САН тест | ИСП тест | МОН тест | ЕВР тест | КАН 8  | США НС   | ФРА Сход | ВЕЛ 15 | ГЕР 9  | ВЕН Сход | ТУР 8  | ИТА 13   | БЕЛ 9    | БРА 9  | ЯПО 9  | КИТ 5  | 15    | 9    |
| 2006  | Red Bull Racing         | Red Bull RB2 | Ferrari 056 2.4 V8      | M | БАХ 8  | МАЛ Сход | АВС Сход | САН Сход | ЕВР Сход | ИСП 13   | МОН Сход | ВЕЛ 14 | КАН 11   | США Сход | ФРА 12 | ГЕР 8  | ВЕН Сход | ТУР 11 | ИТА 11   | КИТ      | ЯПО    | БРА    |        | 18    | 2    |
| 2007  | Honda Racing F1 Team    | Honda RA107  | Honda RA807E 2.4 V8     | M | АВС    | МАЛ      | БАХ      | ИСП      | МОН      | КАН      | США      | ФРА    | ВЕЛ тест | ЕВР      | ВЕН    | ТУР    | ИТА      | БЕЛ    | ЯПО      | КИТ      | БРА    |        |        | —     | 0    |
| 2010  | Hispania Racing F1 Team | HRT F110     | Cosworth CA2010 2.4 V8  | B | БАХ    | АВС      | МАЛ      | КИТ      | ИСП тест | МОН      | ТУР      | КАН    | ЕВР тест | ВЕЛ      | ГЕР    | ВЕН    | БЕЛ      | ИТА    | СИН Сход | ЯПО      | КОР    | БРА 22 | АБУ 20 | 27    | 0    |